# Some Girls
Some Girls ist das 14. Studioalbum der britischen Rockband The Rolling Stones aus dem Jahr 1978.

## Entstehung und Veröffentlichung
Die Erstveröffentlichung von Some Girls erfolgte am 9. Juni 1978 im Selbstverlag. Das Album erschien in seiner Originalausführung als LP mit zehn Titeln (Katalognummer: 064-61 016). Am 4. Mai 1998 erschien es erstmals in einer CD-Ausführung bei Virgin Records (Katalognummer: CDV 2734). Am 18. November 2011 erschien bei A&M Records eine „Deluxe Edition“ mit Bonus-CD-Album (Katalognummer: 278 405-5) sowie ein „Super Deluxe Boxset“ mit der CD, Bonus-CD und der LP (Katalognummer: 278 105-1).
Geschrieben wurden alle Lieder, außer dem Temptations Cover Just My Imagination (Running Away with Me), von den beiden Rolling-Stones-Mitgliedern Mick Jagger und Keith Richards. Unter dem Pseudonym The Glimmer Twins zeichneten sie auch für die Produktion verantwortlich.
Die Aufnahmen fanden vom 10. Oktober 1977 bis zum 2. März 1978 in den Pathé Marconi Studios in Paris statt. Das Album gilt als das Comeback des von Drogen schwer mitgenommenen Keith Richards. Zum ersten Mal seit 1973 trat er auch wieder als Leadsänger in Erscheinung: Before They Make Me Run. Beteiligte Gastmusiker waren Ian McLagan (The Faces) – Klavier und Orgel, Sugar Blue – Mundharmonika und Mel Collins – Saxophon.

## Stil
Durch die Integration der zu dieser Zeit beliebten, für die Rolling Stones eher untypischen Musikstile Punk und Funk in ihre Musik war die Gruppe musikalisch wieder auf der Höhe der Zeit. Im punkartigen Stück Lies, in Respectable und in Shattered dominieren die Rhythmus-Gitarren. Mit Just My Imagination wurde auch erneut ein Soul-Klassiker der Temptations (wie bereits My Girl in den 1960er Jahren) eingespielt.
Das Album enthält zudem den Blues-Pop-Titel Beast of Burden und die Country-Parodie Far Away Eyes sowie im Disco-Sound das Stück Miss You.
Der Titelsong Some Girls ist möglicherweise eine Abrechnung Jaggers sowohl mit seiner (Noch-)Ehefrau Bianca als auch mit seinen zahlreichen Affären. Ärger bekamen die Rolling Stones in den USA wegen einiger Textpassagen des Lieds. So empörten sich beispielsweise schwarze Bürgerrechtlerinnen über die von Jaggers gesungene Textzeile „Black girls just wanna get fucked all night“ (Übersetzt: „Schwarze Mädchen wollen nur die ganze Nacht gefickt werden“).

## Artwork
Auch das Coverdesign war zunächst provokant: Es wurde von dem amerikanischen Grafiker Peter Corriston entworfen. Als Vorlage verwendete Corriston unerlaubt eine Katalogseite für Afroperücken des Chicagoer Kosmetikunternehmens Valmor Products Co. Anstatt der afroamerikanischen Gesichter, baute Corriston auf der Katalogseite die Gesichter der Rolling Stones zu den Afroperücken, aber ursprünglich auch von einigen anderen bekannten Persönlichkeiten, wie zum Beispiel Raquel Welch und Lucille Ball, letztere eine der reichsten Frauen Amerikas, weshalb die Plattenfirma aus Angst vor einer Klage kurzfristig entschied, den ursprünglichen Entwurf zurückzuziehen und durch einen neuen nur noch mit den Köpfen der Stones zu ersetzen.  Durch Verschieben der inneren Plattenhülle konnte man den verschiedenen Gesichtern unterschiedliche Perücken zuordnen, die auf der äußeren Plattenhülle abgebildet waren. 

## Titelliste
1. Miss You (4.48)
2. When the Whip Comes Down (4.20)
3. Just My Imagination (Running Away with Me) (4.38)
4. Some Girls (4.36)
5. Lies (3.11)
6. Far Away Eyes (4.24)
7. Respectable (3.06)
8. Before They Make Me Run (3.25)
9. Beast of Burden (4.25)
10. Shattered (3.47)

## Kommerzieller Erfolg

### Chartplatzierungen
| ChartsChartplatzierungen       | Höchstplatzierung | Wochen/ Monate |
| ------------------------------ | ----------------- | -------------- |
| Deutschland (GfK)              | 6 (7 Mt.)         | 7 Mt.          |
| Österreich (Ö3)                | 4 (5,5 Mt.)       | 5,5 Mt.        |
| Schweiz (IFPI)                 | 48 (5 Wo.)        | 5 Wo.          |
| Vereinigte Staaten (Billboard) | 1 (86 Wo.)        | 86 Wo.         |
| Vereinigtes Königreich (OCC)   | 2 (26 Wo.)        | 26 Wo.         |

| ChartsJahrescharts (1978) | Platzierung |
| ------------------------- | ----------- |
| Deutschland (GfK)         | 24          |
| Österreich (Ö3)           | 10          |

### Auszeichnungen für Musikverkäufe
| Land/Region                  | Auszeichnungen für Musikverkäufe (Land/Region, Auszeichnung, Verkäufe) | Verkäufe  |
| ---------------------------- | ---------------------------------------------------------------------- | --------- |
| Frankreich (SNEP)            | Gold                                                                   | 100.000   |
| Neuseeland (RMNZ)            | Platin                                                                 | 20.000    |
| Niederlande (NVPI)           | Platin                                                                 | 100.000   |
| Vereinigte Staaten (RIAA)    | 6× Platin                                                              | 6.000.000 |
| Vereinigtes Königreich (BPI) | Gold                                                                   | 100.000   |
| Insgesamt                    | 2× Gold · 8× Platin ·                                                  | 6.320.000 |

Hauptartikel: The Rolling Stones/Auszeichnungen für Musikverkäufe